# Cubaanse langsnavelwouw
De Cubaanse langsnavelwouw (Chondrohierax wilsonii) is een vogel uit de familie van de havikachtigen (Accipitridae). De vogel werd in 1847 geldig beschreven door de Amerikaanse vogelkundige John Cassin en genoemd naar de Amerikaanse natuuronderzoeker Thomas Bellerby Wilson (1807-1865). Het is een ernstig bedreigde vogelsoort die alleen voorkomt op het oostelijk deel van  Cuba.

## Herkenning
De vogel is 38 tot 43 cm lang. Het is een plomp uitziende soort wouw met een forse gele snavel. Het mannetje is donkergrijs van boven en van onder grijs en licht roodbruin gebandeerd, verder een grijze staart met drie duidelijke zwarte dwarsbanden. Het vrouwtje is bruin van boven en grover gebandeerd. De soort lijkt het meest op de breedvleugelbuizerd (Buteo platypterus), maar de Cubaanse wouw heeft een kortere staart en geen streping op de ondervleugel.

## Verspreiding en leefgebied
Ooit was deze roofvogel redelijk wijd verspreid over Cuba. Nu komt de vogel alleen nog voor in een klein gebied in het oosten in de buurt van  Baracoa en misschien andere delen van de provincies Holguín en Guantánamo. De vogel leeft in montaan bos en foerageert  op boomslangen en naaktslakken.

## Status
Deze roofvogel is uiterst zeldzaam; er zijn maar enkele waarnemingen verspreid over tientallen jaren. In 2010  werd in het Humboldt Nationale Park nog een Cubaanse langsnavelwouw gezien. BirdLife International schat dat er een kleine populatie is die uit 50 tot 250 volwassen exemplaren bestaat. Het leefgebied van de vogel is aangetast door de omzetting van bos in agrarisch gebied en ook door vervolging. Daarom staat de vogel als kritiek op de Rode Lijst van de IUCN.